# Aus dem Schatten ins Licht
Aus dem Schatten ins Licht ist das vierte Soloalbum des Berliner Rappers Kontra K. Es erschien am 6. Februar 2015 beim Musiklabel Four Music. Skinny Al und Daniel Spencer sind auf dem Album mit Gastbeiträgen vertreten.

## Hintergrund
Im Mai 2014 unterschrieb Kontra K einen Plattenvertrag beim Berliner Musiklabel Four Music. Zunächst erschien die Wölfe EP. Am 7. November 2014 wurde schließlich sein neues Studioalbum über den Blog des Labels angekündigt. Das Album erschien am 6. Februar 2015 und erreichte Platz 2 der deutschen Albumcharts.
Produzenten waren hauptsächlich Dirty Dasmo und Matthias Mania. An der Produktion waren auch Daniel Grossmann, Abaz und Reaf beteiligt.
In Deutschland wurde das Album im Juli 2017 für mehr als 100.000 Verkäufe mit einer Goldenen Schallplatte ausgezeichnet und die Auszeichnung mit einer Platin-Schallplatte folgte im Mai 2022 für 200.000 Verkäufe. Die Single Erfolg ist kein Glück erreichte im Jahr 2020 für über 400.000 verkaufte Einheiten Platinstatus und im Mai 2022 wurde für 600.000 Verkäufe 3-fach Gold verliehen.

## Titelliste

### Album
| #  | Titel                               | Länge |
| -- | ----------------------------------- | ----- |
| 1  | Aus dem Schatten … (Intro)          | 1:32  |
| 2  | Erfolg ist kein Glück               | 3:31  |
| 3  | Atme den Regen                      | 3:32  |
| 4  | Bleib ruhig                         | 4:29  |
| 5  | Kampfgeist 2                        | 3:51  |
| 6  | Mein Herz                           | 3:44  |
| 7  | Hassliebe                           | 3:34  |
| 8  | Spring!                             | 3.27  |
| 9  | Träume                              | 3:33  |
| 10 | Eiskalt (feat. Daniel Spencer)      | 3:18  |
| 11 | Hassen ist leicht (feat. Skinny Al) | 3:02  |
| 12 | Macht ($$$)                         | 2:51  |
| 13 | Karma                               | 3:40  |
| 14 | Augen zu                            | 3:48  |
| 15 | Disziplin                           | 3:30  |
| 16 | Wir brennen                         | 3:08  |
| 17 | …ins Licht (Outro)                  | 2:16  |

### Bonustracks
| # | Titel                                                                                                   | Länge |
| - | --- | ----- |
| 1 | Authentisch                                                                                             | 3:33  |
| 2 | Los! | 3:51  |
| 3 | Hassen ist leicht (feat. Bonez MC, Skinny Al, Fatal, Gazi 030, Skepsis & Crackaveli) [Extended Version] | 8:31  |
| 4 | Frei | 3:08  |

## Rezeption
| Professionelle Bewertungen | Professionelle Bewertungen |
| -------------------------- | -------------------------- |
| Kritiken                   |                            |
| Quelle                     | Bewertung                  |
| laut.de                    | [ 5 ]                      |
| rappers.in                 | [ 6 ]                      |

Das Album erhielt überwiegend positive Kritiken. Beim Online-Musikmagazin Laut.de erhielt das Album vier von fünf Sternen. Die Rezensentin Laura Sprenger urteilte:

„Kontra K hat den Ballast der Vergangenheit abgeworfen und nimmt uns mit auf den steinigen Weg zu innerer Stärke. […] Weder trickreiche Wortspiele, noch erzwungene Vergleiche oder ellenlange Reimketten sind von Nöten, um die einfache Message zu verbreiten. Stattdessen: klare, für jeden verständliche Worte.“

Der Rezensent Daniel Schieferdecker vom Hip-Hop-Magazin Juice ging mehr auf den Wandel des Künstlers ein:

„Nach seiner musikalischen Anfangszeit als Hälfte des Rap-Duos Vollkontakt hat Kontra K vor fünf Jahren erstmals Solopfade betreten und war als ›Dobermann‹ ins Game gesteppt – laut, bissig und aggressiv. Im letzten Jahr folgte dann der erste Schritt zur Verwandlung. […] Vielmehr präsentierte der Berliner sich gewachsen und mit feststehendem moralischen Wertesystem. Kontras viertes Soloalbum ›Aus dem Schatten ins Licht‹, sein erstes auf einem Majorlabel, ist nun die logische musikalische Weiterführung der ›Wölfe‹-EP aus dem letzten Jahr.“

Das Online-Magazin rap.de teilt letztendlich die positive Einschätzung, und schrieb:

„Die endgültige Erlösung gibt es nicht, stellt Kontra fest. Der Schatten hat nun mal die Eigenschaft, einem auch oder besser gerade ins Licht zu folgen. Aufgeben ist dennoch keine Option. Danach besteht nach dem Hören von ‚Aus dem Schatten ins Licht‘ nicht der Hauch eines Zweifels. Und auch abgesehen davon ist das Album ein starkes Stück, mit dem sich Kontra endgültig seine Position im Rapspiel sichert.“

Auch das Online-Magazin MZEE.com äußerte sich eher positiv gegenüber dem Release:

„Nein, er ist definitiv kein Mann für die ergreifenden, tiefschürfenden Worte, aber dafür umso mehr für den Gang in den Boxring. Dynamisch, soundfixiert und gnadenlos: Kontra K zeigt bravourös, wie aggressiv-treibende Musik mit textlicher Finesse im Jahre 2015 klingen muss – ohne es auf ‚Aus dem Schatten ins Licht‘ zu schaffen, selbst aus diesem Image auszubrechen.“